# Peter Woulfe
Peter Woulfe (Tircullane, c. 1727 – 1803) fue un químico y mineralogista irlandés. Fue la primera persona que sospechó que la wolframita debía contener una sustancia desconocida entonces (Wolframio).
En 1779, Woulfe documentó la formación de una tintura amarilla cuando el colorante índigo era tratado con ácido nítrico (HNO3), y años más tarde otros científicos descubrieron que en esa reacción química se había formado ácido pícrico, que se acabaría usando como el primer tinte sintético, como explosivo y como un tratamiento antiséptico para quemaduras. También se le atribuye la invención de la  "botella Woulfe", una piseta con dos o tres cuellos.
En 1767 se le nombró miembro de la Royal Society y en el año 1768 se le entregó la medalla Copley.